# Manfred Koob
Manfred Koob (ur. 6 listopada 1949 w Heppenheim (Bergstraße) w Hesji, zm. 5 maja 2011 w Heidelbergu) – niemiecki architekt i nauczyciel akademicki. Jako pionier wirtualnej architektury był najbardziej znany z wirtualnej rekonstrukcji klasztoru w Cluny i zniszczonych niemieckich synagog.

## Życiorys
Manfred Koob dorastał w Heppenheim. Studiował architekturę na Technische Hochschule Darmstadt, dzisiaj pod nazwą Technische Universität Darmstadt. Od 1982 projektował z pomocą komputera i był zaangażowany w tworzenie oprogramowania dla architektów. Od 1992 wykładał jako profesor wizytujący w zakładzie „CAD w architekturze” na Technische Universität Darmstadt. W 1995 został mianowany profesorem zwyczajnym na Technische Universität Darmstadt i kierownikiem zakładu „Technologie informacyjne i komunikacyjne w architekturze”, którą kierował do śmierci. Zyskała ona międzynarodowe uznanie w dziedzinie rekonstrukcji trójwymiarowej wspomaganej komputerowo zniszczonej lub niezrealizowanej architektury. Był założycielem firmy „Architectura Virtualis GmbH” jako partner kooperacyjny Technische Universität Darmstadt.

## Dorobek
Manfred Koob widział w cyfrowej rekonstrukcji 3D i wizualizacji wspomaganej komputerowo „język świata, który jest zrozumiały bez względu na kulturę, wykształcenie i wiek ludzi”. Swoje wizje wirtualnego muzeum architektury przedstawił w publikacji „Architectura Virtualis, Concept for the 1st Digital Architecture Museum” w 1995 roku. W pracy naukowej i dydaktycznej był odpowiedzialny za szereg znaczących rekonstrukcji cyfrowych 3D, w tym z wystawami w ''Kunst- und Ausstellungshalle der Bundesrepublik Deutschland'' (Art and Exhibition Hall of the Federal Republic of Germany) w Bonn. Jego wykorzystanie nowych mediów w architekturze i ich komunikacji było bardzo zróżnicowane i rozszerzone na wizjonerskie projekty, takie jak „Cyfrowe wirtualne muzeum olimpijskie” na Igrzyska Olimpijskie w Pekinie 2008 oraz hybrydowe modele wystaw, które z powodzeniem wykorzystywał jako kierownik naukowy Architectura Virtualis GmbH na kilku wystawach. Czwórka jego uczniów obroniła dysertacje na tytuł doktora: Stephen Wittkopf (2001), Marc Grellert (2006), Piotr Kuroczyński (2010) i Mieke Pfarr-Harfst (2010).

## Publikacje
- Manfred Koob, Horst Cramer: Cluny. Architektur als Vision. Edition Braus, 1993.
- Manfred Koob: Architectura Virtualis. Konzept für das 1. Digitale Architekturmuseum. Ein Wissenschaftsort für Forschung und Dokumentation der Kunst der Bautechnik im dritten kulturellen Weltgedächtnis. Bensheim 1995.
- Manfred Koob, Johann Eisele, Walter Schoeller: Bauhaus. Avantgarde der 20er Jahre. Architektur als Vision. Ed. Braus, Heidelberg 1994, ISBN 978-3-89466-102-1.
- Manfred Koob, Marc Grellert, Agnieszka Lulinska: Synagogen in Deutschland. Eine virtuelle Rekonstruktion. (Ausstellung der Technischen Universität Darmstadt, Fachgebiet CAD in der Architektur, Manfred Koob und der Kunst- und Ausstellungshalle der Bundesrepublik Deutschland, Bonn) Birkhäuser Verlag für Architektur, Basel eta l. 2004, ISBN 978-3-76437034-3.
- Manfred Koob: Mind’s Eye. Digitales Virtuelles Olympisches Museum. Prestel Verlag, München 2008, ISBN 978-3-79134190-3.